# Timbuka granadensis
Timbuka granadensis är en spindelart som först beskrevs av Eugen von Keyserling 1879.  Timbuka granadensis ingår i släktet Timbuka och familjen spökspindlar.
Artens utbredningsområde är Colombia. Inga underarter finns listade i Catalogue of Life.